# Грабоваць-Банський
Грабоваць-Банський (хорв. Grabovac Banski) — населений пункт у Хорватії, у Сисацько-Мославинській жупанії у складі міста Петриня.

## Населення
Населення за даними перепису 2011 року становило 200 осіб.
Динаміка чисельності населення поселення:

## Клімат
Середня річна температура становить 10,65 °C, середня максимальна – 25,09 °C, а середня мінімальна – -6,38 °C. Середня річна кількість опадів – 1028 мм.
| Клімат поселення                              | Клімат поселення | Клімат поселення | Клімат поселення | Клімат поселення | Клімат поселення | Клімат поселення | Клімат поселення | Клімат поселення | Клімат поселення | Клімат поселення | Клімат поселення | Клімат поселення | Клімат поселення |
| Показник                                      | Січ.             | Лют.             | Бер.             | Квіт.            | Трав.            | Черв.            | Лип.             | Серп.            | Вер.             | Жовт.            | Лист.            | Груд.            |                  |
| Середній максимум, °C                         | 6,70             | 8,75             | 13,18            | 17,42            | 21,91            | 25,09            | 24,27            | 23,65            | 20,13            | 15,18            | 9,61             | 5,20             |                  |
| Середня температура, °C                       | 0,17             | 2,22             | 6,64             | 10,90            | 15,38            | 18,55            | 20,26            | 19,64            | 16,12            | 11,18            | 5,60             | 1,19             |                  |
| Середній мінімум, °C                          | −6,38            | −4,33            | 0,11             | 4,34             | 8,84             | 12,01            | 16,26            | 15,64            | 12,12            | 7,18             | 1,60             | −2,8             |                  |
| Норма опадів, мм                              | 63               | 62               | 72               | 86               | 89               | 98               | 90               | 92               | 94               | 97               | 104              | 81               |                  |
| Середньомісячна швидкість вітру, м/с          | 1.70             | 1.85             | 2.24             | 2.14             | 1.99             | 1.80             | 1.74             | 1.60             | 1.60             | 1.69             | 1.74             | 1.77             |                  |
| Середньомісячна сонячна радіація, кДж/м²·день | 4320             | 7086             | 10703            | 15142            | 19344            | 21419            | 22669            | 19496            | 14462            | 9046             | 4797             | 3563             |                  |
| --------------------------------------------- | ---------------- | ---------------- | ---------------- | ---------------- | ---------------- | ---------------- | ---------------- | ---------------- | ---------------- | ---------------- | ---------------- | ---------------- | ---------------- |
| Джерело:                                      |                  |                  |                  |                  |                  |                  |                  |                  |                  |                  |                  |                  |                  |